# Зарічний (Благоварський район)
Зарі́чний (рос. Заречный, башк. Заречный) — присілок (в минулому селище) у складі Благоварського району Башкортостану, Росія. Входить до складу Язиковської сільської ради.
Населення — 106 осіб (2010; 99 в 2002).
Національний склад:
- татари — 40 %
- башкири — 31 %
- росіяни — 27 %

Стара назва — Заготскот.